# Xenosaurus phalaroanthereon
Xenosaurus phalaroanthereon е вид влечуго от семейство Крокодилови гущери (Xenosauridae).

## Разпространение
Видът е разпространен в Мексико.

## Описание
Популацията на вида е стабилна.